# زميندار

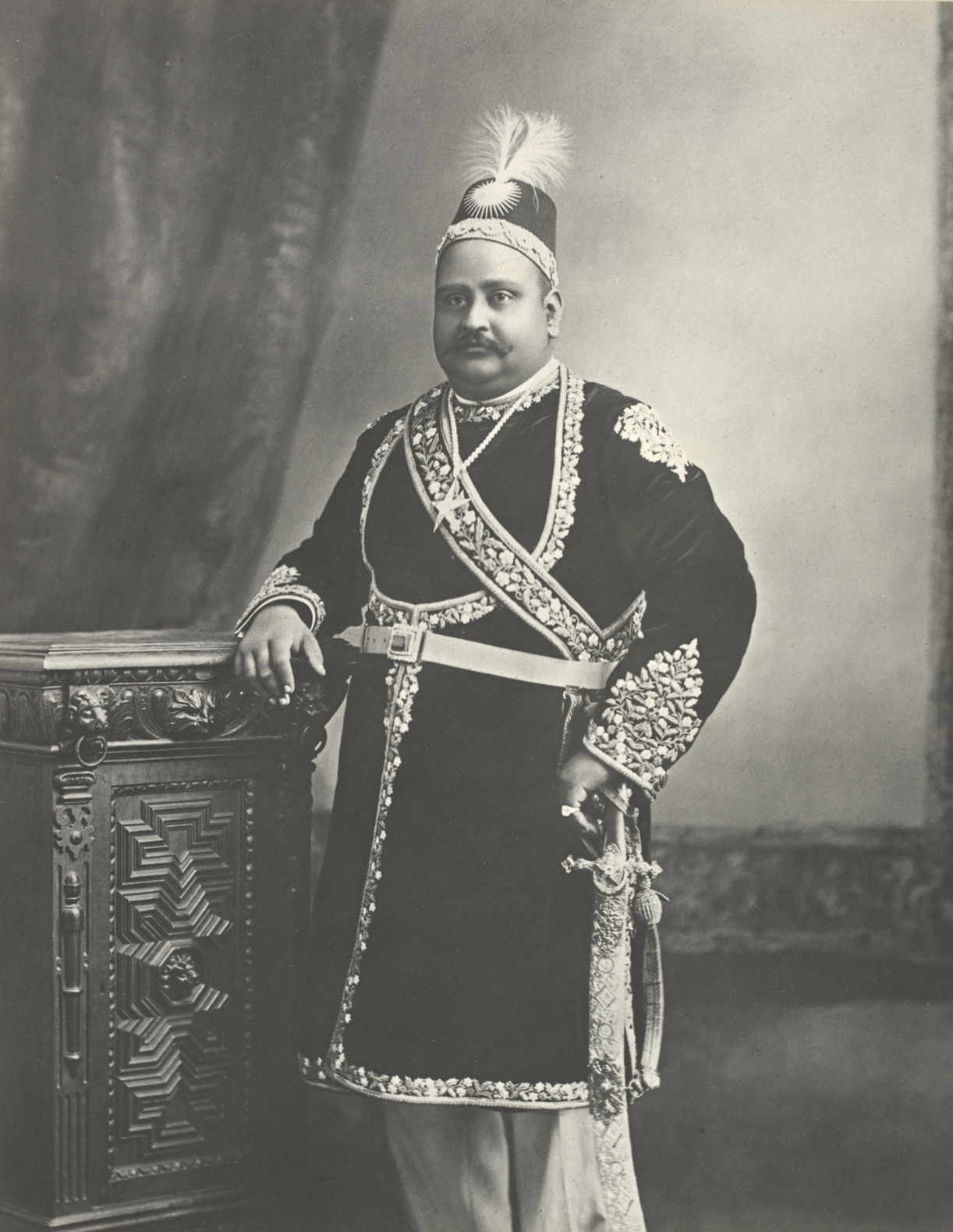

زميندار عبارة بالأردو عن مالك الأرض يمتلك أرضا صالحة للزراعة أو قرية. ومصطلح في شبه القارة الهندية يستعمل أيضا كناية عن النخبة.